# Skotobaena monodi
Skotobaena monodi là một loài chân đều trong họ Cirolanidae. Loài này được Ferrara & Lanza miêu tả khoa học năm 1978.